# Peter van de Velde

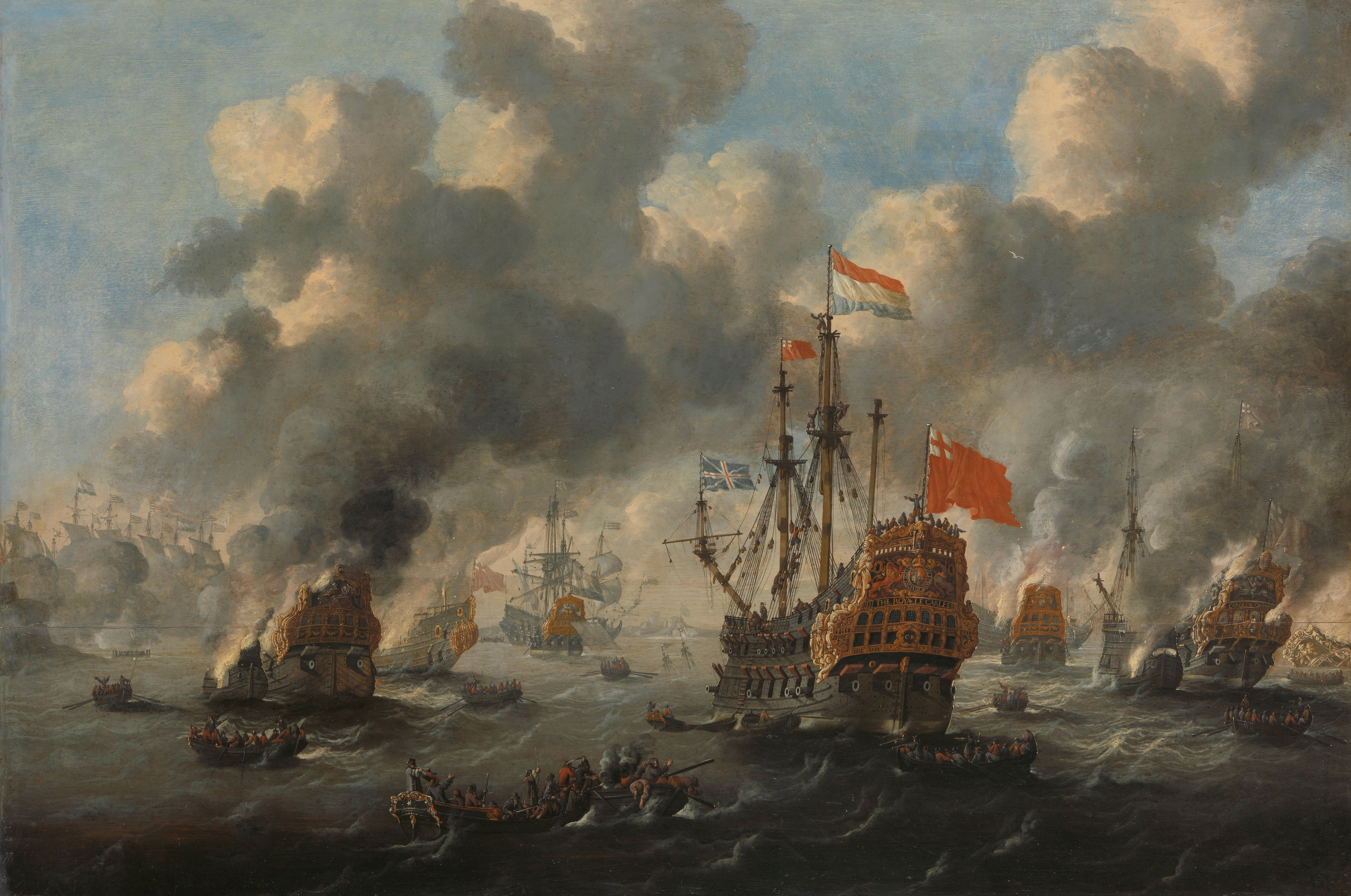
Los holandeses incendian la flota inglesa antes de Chatham- Óleo sobre tabla. 73 x 108 cm. Colección del Rijksmuseum

Peter van de Velde o Peter van den Velde (Amberes, 1634 – Amberes, 1723/24), fue un pintor marino flamenco que estuvo activo en Amberes. Algunos historiadores del arte creen que la prolongada vida atribuida a este artista podría ocultar a dos artistas que operaban bajo el mismo nombre, posiblemente un padre y su hijo.

## Vida
Nació en Amberes, donde se convirtió en maestro del Gremio de San Lucas en 1654. Entre 1666 y 1680 aparece registrado en el gremio como alumno.
Entre 1668 y 1675 produce 50 pinturas como dozijnschilder para los comerciantes de arte de Amberes Forchondt, que exportaron tales obras a Viena . Guilliam Forchondt II luego se mudó a España para apoyar el negocio familiar. La pregunta de si jugó un papel en las vistas de España creadas por Van de Velde sigue sin respuesta. 

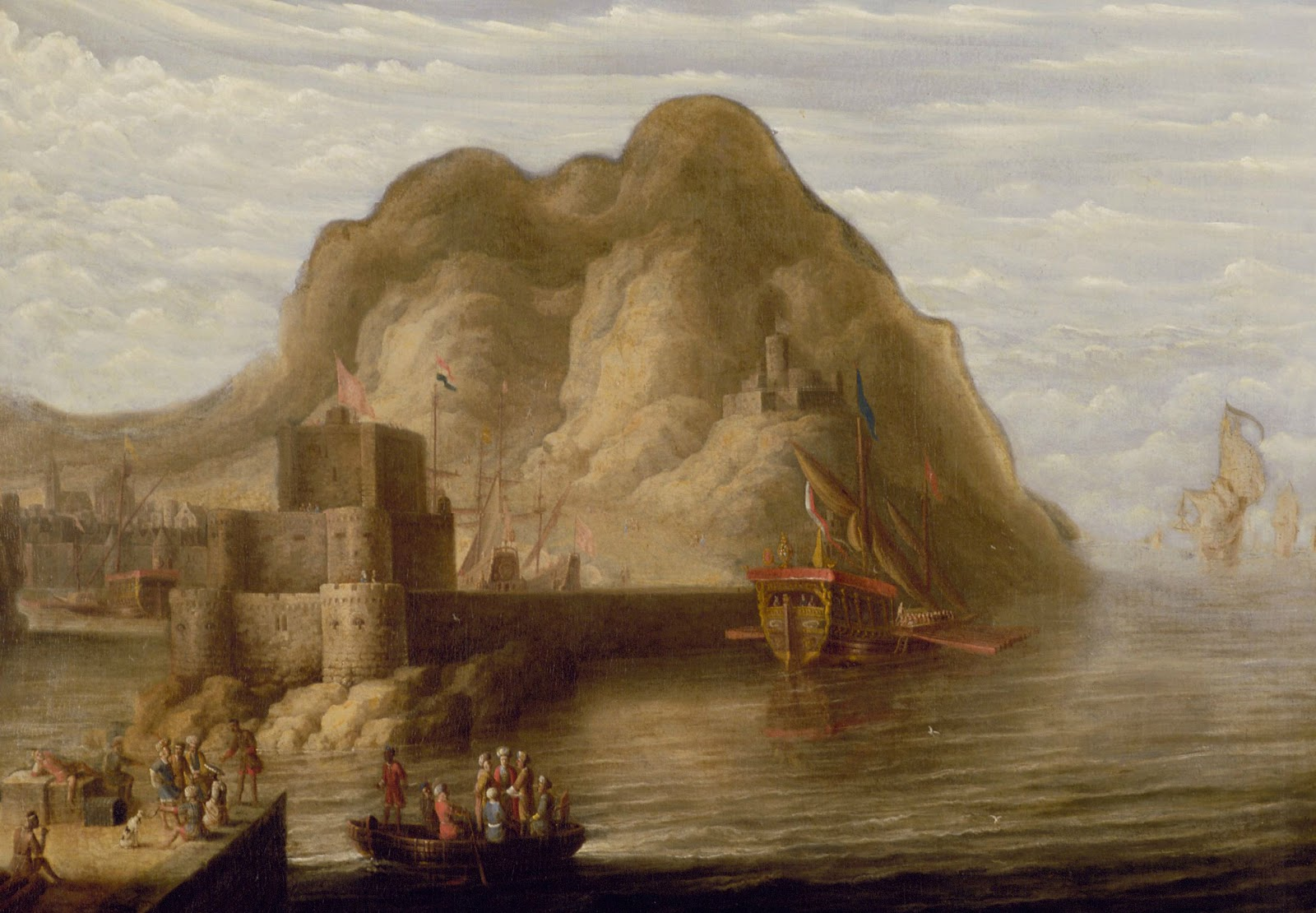
Vista de gibraltar.Óleo sobre tela, 207 x 295,9 cm.Colección Vrouwenhuis, Zwolle

Teniendo en cuenta la gran edad que se supone que alcanzó este pintor, es posible que el nombre Peter van de Velde se refiera en realidad a dos pintores, tal vez una pareja de padre e hijo que firmaron con el mismo nombre. Un hijo de Peter van de Velde fue bautizado en Amberes en 1687.
Peter van de Velde murió algún tiempo después de 1723, siendo esta la última fecha descubierta en una de sus pinturas.

## Trabajo
Es conocido por pinturas en mares tormentosos y sus paisajes costeros, a menudo de puertos orientales. En sus trabajos aparecen los siguientes monogramas: PVV o PVV.
Una gran parte de las pinturas atribuidas a Peter van de Velde parecen ser producidas en masa y sugieren que trabajó como pintor al servicio del comerciante de arte Gilliam Forchondt .